# Fővárosi Serfőző Rt.
A Fővárosi Serfőző Részvénytársaság (gyakran: F. S., néha: Fősör) 1912 és 1949 között működő kőbányai vállalat volt sör-, maláta-, műjég-, erőtakarmánygyártás és bérhűtés üzletkörrel. A Hazai Bank Rt., a Deutsch Ignác és Fiai Rt., a budapesti Tóth László cég, valamint a bécsi Kuffnerek részvételével alakult. Érdekeltségei közé tartozott többek közt az Erőtakarmányozási Rt., a Frigor Hűtőház és Kereskedelmi Rt., a pécsi Pannónia Serfőző Rt. és a Societas Rt. Mivel tulajdonosai és vezetői között ott voltak a felvidéki Kuffnerek is (Károly, Vilmos és Mór, később Raoul) így az ő személyükön keresztül a Serfőzőnek távolabbi kapcsolatai voltak a diószegi Cukorgyárral és más bécsi és felvidéki vállalkozásokkal.
A gyár a Maglódi út 35–51. alatt működött egy bő 150 hold (863 000 m²) méretű telken, székhelye a 47. szám volt. Gyártelepe volt a 12. szám alatt is (volt téglagyár), és fióktelepe a VIII. Tavaszmező utca 8.-ban.

## Története

### Az első világháború előtt

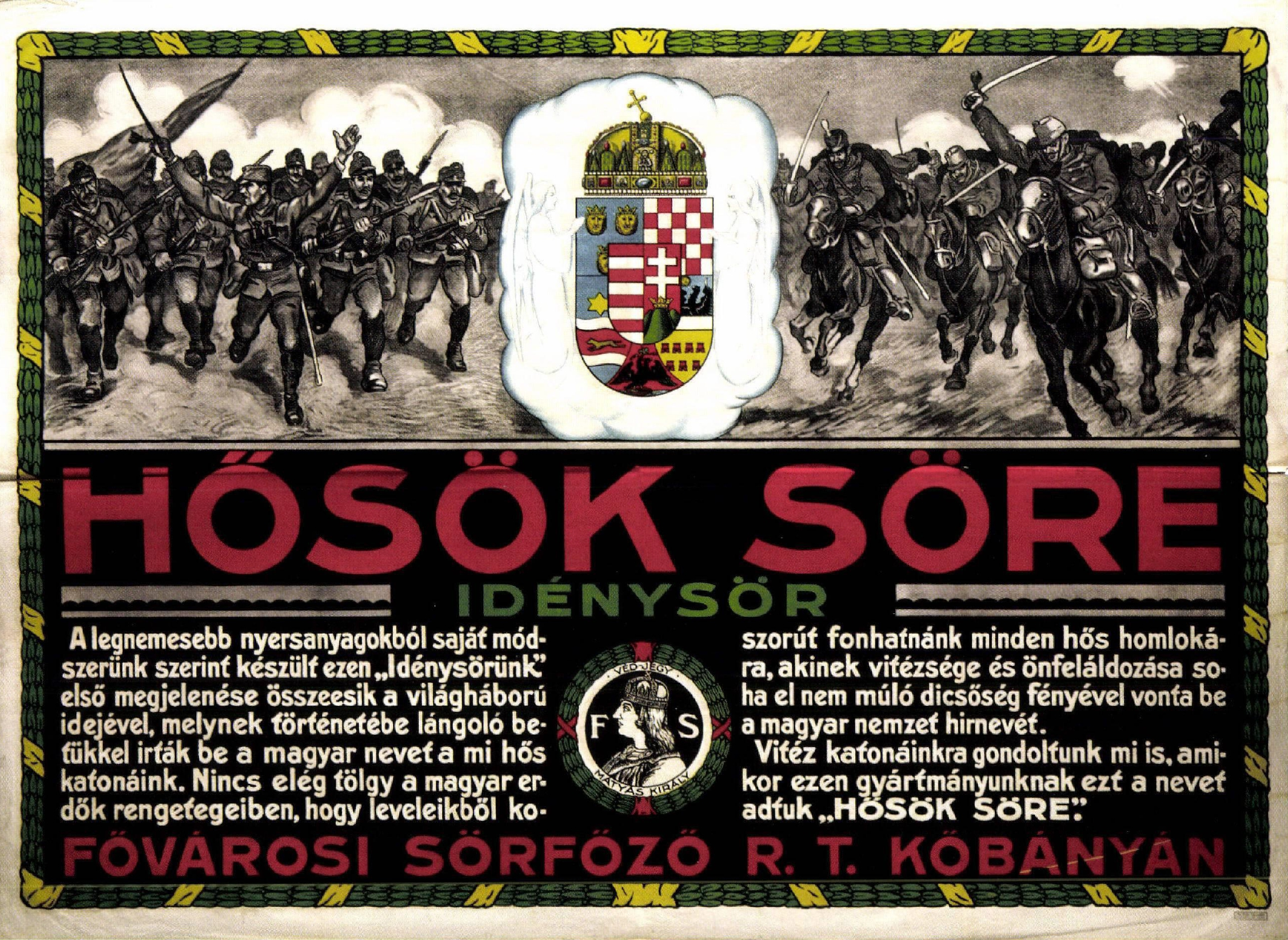
Hősök söre plakát (1916)

A 19. század végén a filoxéra világszerte kipusztította a szőlőt. Ez megnövelte a sör iránti keresletet Budapesten is. Kőbányán több nagy modern gyár létesült a kereslet kielégítésére: Dreher Antal Serfőzdéi Rt., Első Magyar Részvény-serfőzde Társulat, Kőbányai Király Serfőzde Rt., Kőbányai Malátagyár Rt., Kőbányai Polgári Serfőző Rt., Haggenmacher Kőbányai és Budafoki Sörgyárak Rt.
A Fővárosi Serfőző későn alakult, az utolsó nagy sörgyártó cég volt a sorban. Alapítása után nem sokkal, az 1912. március 27-i rendkívüli közgyűlésen választották be az igazgatóságba a bécsi Kuffner sörgyáros cég két beltagját, a Kuffner Ignác és Jakab Rt. (Bécs) tulajdonosait.
A Maglódi úti gyártelep 1913 decemberében készült el. Terv szerint 1914 februárjában helyezték üzembe, hogy a szezonra már kivihessék termékeiket a piacra. A vállalat 6 millió koronás alaptőkéje ekkorra már teljesen be volt fizetve. Az építési költségek azonban az alaptőkének nagyobb részét felemésztették, ezért elhatározták, hogy felemelik azt legalább egy millióval. Végül 2 millióval emelték meg, ami így 8 millióra nőtt új koronában. Az 1915-ben közzétett mérlegadatok szerint a gyártelekre 600 000, gyárépítésre 1 700 000, gyárberendezésre 660 000, iparvágányra 80 000, hordókra 115 000 koronát fordítottak. Aktiváik összesen 4 206 000 koronát tettek ki.
A cég első vezetői:
- Elnök: Szitányi Ödön
- Ügyvezető-igazgató: Kell Sándor (korábban a Polgári Serfőzőnél dolgozott)
- Igazgatósági tagok: Hirsch Albert, Hönich Henrik, Kauders Siegfried, Nemes Kuffner Mór, Kuffner Vilmos, Kotányi Zsigmond, báró Kuffner Károly, Tóth István, Tóth György, Wälder Gyula
- Fősörfőző és műszaki vezető: Lindebner Hugó

Mivel a cég kívül maradt a sörkartellen, annak tagjai kevés szimpátiával kísérték az erős versenytárs szárnybontogatását. Indulás után a vendéglősök körében híre járt, hogy a sörgyárak kartellje föl fog bomlani, mivel a Serfőző nem akar csatlakozni a kartellhez, és olyan erős versenyt támaszt a kartell ellen, ami annak fönnmaradását veszélyezteti. A Dreher-gyár, a Részvényserfőzde, a Kőbányai Polgári Serfőző és a Haggenmacher-féle sörgyárak azonban olyan erős pozícióban voltak, amelyet az új vállalat nem volt képes megdönteni.
A Serfőző is igyekezett országos szállítóvá válni. Félegyházára az ottani nagykereskedő feldíszített kocsikon hozatta be a sörét, és a korcsmárosok nagy része azonnal elkapkodta azt.
A cég nagy hangsúlyt fektetett arra, hogy a legmodernebb berendezéseket használja a termelésben. 1914-ben az üzem meggyorsítása céljából két darab Renault 12/25 HP 1 tonna teherbírású tehergépkocsit szerzett be.
1917-ben megvette a Lechner Ödön és családja tulajdonában álló, a Maglódi út másik oldalán fekvő téglagyárat. Itt sporttelepet és kerti sörözőt létesített, amely a szocializmus idején a Kőbányai Sörgyár sporttelepe volt, jelenleg Merkapt Sportközpont a neve.

### A világháborúk között

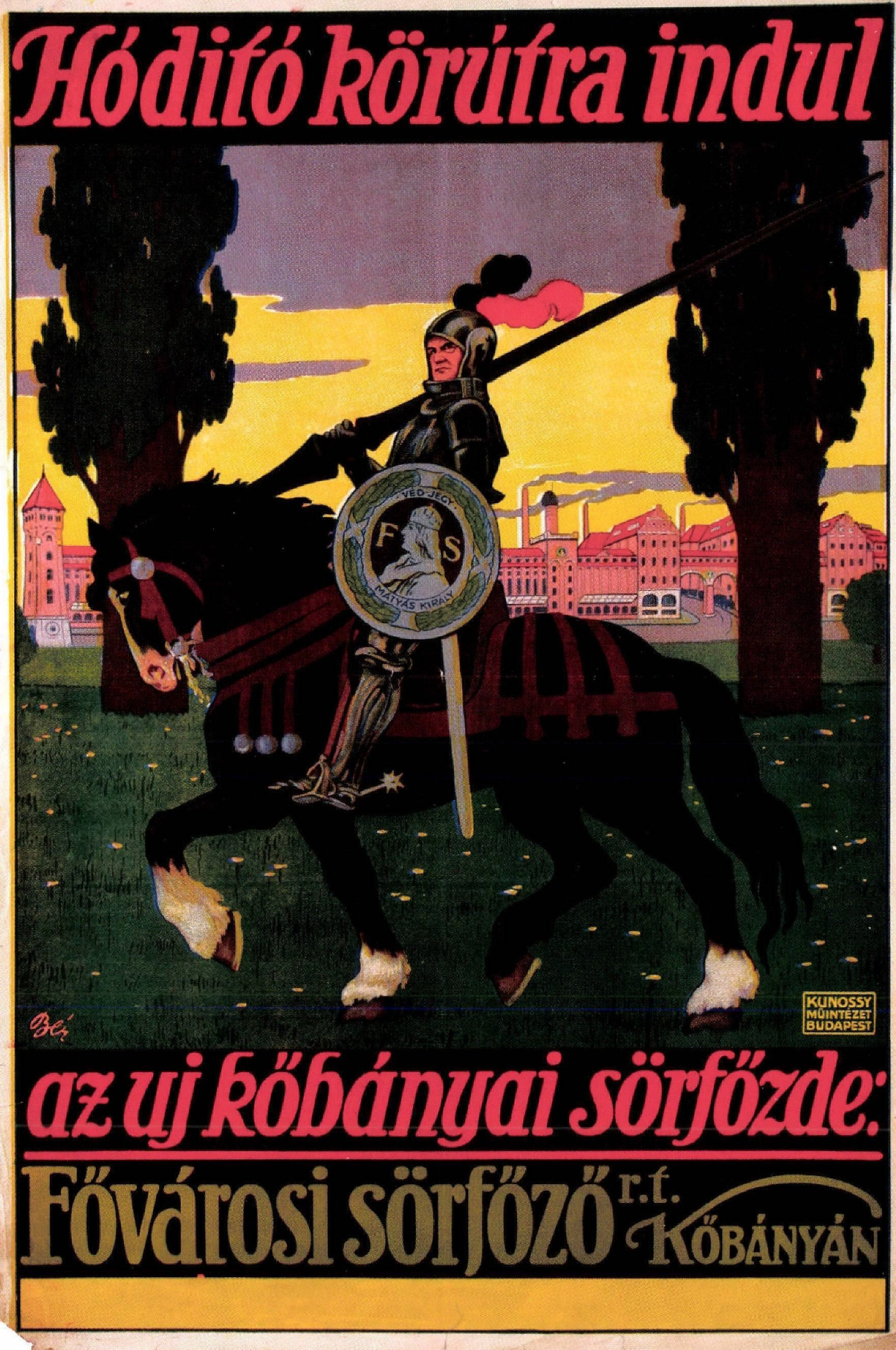
Bér Dezső reklámplakátja a gyárról

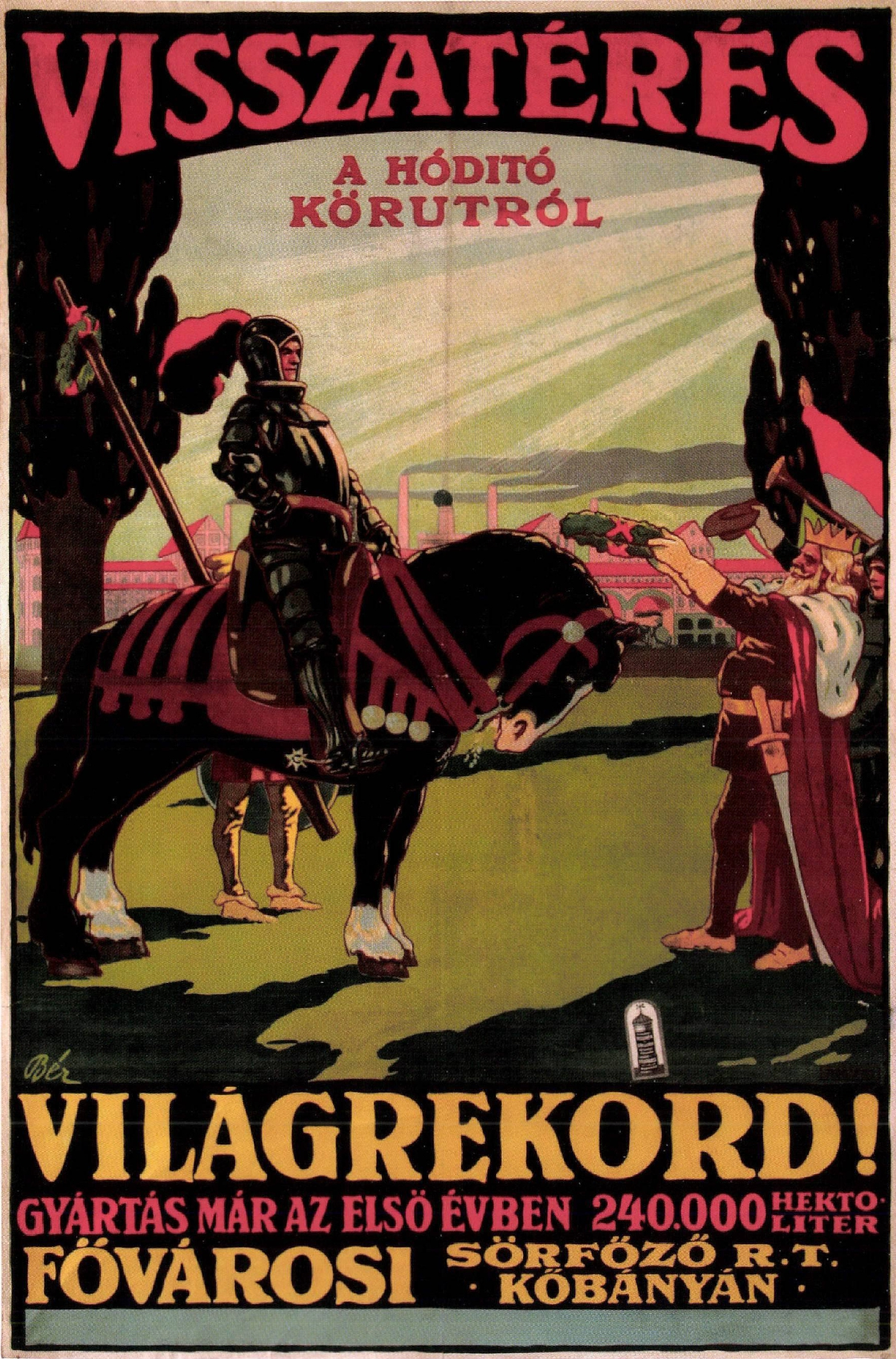
Visszatérés a hódító körútról, 1910-es évek

A Serfőző az 1918/19. üzletévre 5% osztalékot fizetett. 1920-ban az ekkor már 12 milliós alaptőkét 16 millióra emelte.
A trianoni békediktátum jelentős hatással volt a cégre. Egyrészt elvesztette fogyasztóinak jelentős részét, akik országhatáron túlra kerültek. Másrészt üzleti érdekeltségeinek egy része, és egyes tulajdonosai is külföldiek lettek. Mindez azt okozta, hogy az első világháború előtt tervezett egyes kapacitásai feleslegessé váltak, a filaxéria és a háború miatti konjunktúra alábbhagyott, és erősödött a sörgyárak közötti verseny. A cég részvényeit 1921-től vezették a budapesti tőzsdén. 1926-ban az alaptőkéje 2 760 000 pengő volt. 1928-ban 300 munkást alkalmazott, össztermelése pedig 75 000 hl volt.
A gyár erejét, jövedelmezőségét még egy adat jelzi. A pengő bevezetésekor Nizsalovszky Endre vezetésével nyugdíjvalorizációs szabályokat dolgoztak ki, hogy a nyugdíjak értékét megőrizzék. 1926-ban a törvény szerint a nyugdíjak átértékelésekor 21,48%-os arányszámot kellett alkalmazni. A magyar bankok 30-40%-os arányszámot alkalmaztak, míg a sörgyárak 60-120% közöttieket, a Fősör 66,25%-ot. Mindez nem csak a sörgyárak vagyonát, de szociális érzékenységét is jelzi.
1931-ben, a világgazdasági válság idején Horthy Miklósné kormányzóné segélyakciójára a Dreher Antal, az Első Magyar, a Haggenmacher, a Kőbányai Polgári és a Fővárosi Serfőző gyárak együttesen százezer ebédet ajánlottak fel a szegények között való kiosztásra.
Ugyanebben az évben az Alföld vendéglősei és italmérői demonstratív árleszállító nagygyűlést tartottak Vásárhelyen a túl magas nívón mozgó sörárak olcsóbbá tétele érdekében. Békéscsaba, Orosháza, Szarvas, Gyoma, Szentes, Makó, Szeged, Kiskunfélegyháza, Mezőhegyes, Kistelek, Kunszentmárton és Mindszent küldöttei vettek részt rajta a vásárhelyieken kívül. A pesti gyárak közül egyedül a kartellen kívül álló Serfőző kiküldött igazgatója jelent meg személyesen az ülésen, ahol elhatározták, ha a sörgyárakkal folytatott tárgyalások nem vezetnének eredményre, plakátharc és bojkott jön.
A cég az 1930-as években a tengeren túlra is szállított szárított malátát. Kapcsolatban álltak a Franz Rosenthal and Co. (New York), a James Magnus and Cia. (Rio de Janeiro), a Schenker and Co. (Hamburg), az Arthur Feldman (Havanna), a Simons-Farsons Ltd. (Valletta), a John I. Haas Inc. (Washington D. C.), valamint több más német, philadelphiai stb. céggel.
1934-ben a Serfőző a Dreher-Haggenmacher Első Magyar Részvényserfőzde Rt. és a Dreher Kőbányai Serfőzde és Csokoládégyár Rt. tulajdonába került. Ugyanekkor az általa 1922-ben alapított Frigor Rt. a Kőbányai Polgári Serfőző és Szent István Tápszerművek Rt., a pécsi Pannónia Serfőző Rt. pedig a Polgári, valamint a Dreher Rt. tulajdonába.
Az új tulajdonos a Serfőző szervezeti önállóságát, független irányítását fenntartotta, de a sörgyártást és a bérhűtést leállította, és a cég innentől kezdve csak malátatermeléssel foglalkozott. A kapacitásokhoz tartozó gépeket leszerelték, és a tulajdonos telepeire vitték bővítésre. 300 munkást tettek az utcára, akik a közeli iskolába jártak aztán ingyenebédért.
Az 1940-es évek elején a Serfőző jól működött. Saját tőkéivel dolgozott, melyhez viszonyítva az idegen tőke mindössze három fillérre rúgott pengőnként. A vállalat pénztárában olyan összeg volt, amely a hitelezők követelését csaknem elérte.

### A második világháború után
1945 májusában a Serfőző alkalmazottai igazoló eljáráson estek át a Dreher, a Paracelsus és több más cég alkalmazottjaival együtt.
1948 őszén a többi hazai sörgyárral együtt besorolták a Magyar Söripari Központba, és a Földművelésügyi Minisztérium Sör-, Maláta- és Édesipari Igazgatóság irányítása alá került.
1949 közepén egy rendelet nevesítette mint olyant, amely nem mentesül a közadóval kapcsolatos biztosítéknyújtás kötelezettsége alól.
Valószínűleg jogutód nélkül szüntették meg, mivel a korábbi hírek csupán három söripari vállalat egyesítéséről szóltak (Dreher, Kőbányai Polgári Serfőző, Export Magyar Malátagyár), és az 1949. április 8-án hozott 164/1919. számú minisztertanácsi határozattal létrehozott Kőbányai Sörgyárak Nemzeti Vállalat jogelődje kizárólag az Export Magyar Malátagyár volt.
Épületei a konzerv- és söriparhoz kerültek.

## Termékei
A Serfőző első híres terméke a Mátyás király (világos sör) volt, majd a Nádor és a Hősök söre (barna sörök). 1924-ben jelent meg a zöldmaláta pezsgő.
Fáradtság, kimerültség, elernyedtség ellen ajánlották az alkoholszegény Nektár gyógytápsörüket, amelyet nemcsak fűszerüzletekben, de gyógyszertárakban is meg lehetett vásárolni.
Saját éttermük volt az 1925-ben, a Váci utca 37. szám alatt felavatott belvárosi söröző, amelyet Wrabetz Gusztáv vezetett.
1928-ban nyílt meg a felújított Drechsler-pince az Operaházzal szemben, melynek beszállítói lettek.
1929-ben hozták forgalomba a bajor sörök konkurenciájának szánt, magas alkoholtartalommal rendelkező idénysörüket, a Toldi Miklós erősört. Egyben felhívták a figyelmet, hogy Csehszlovákiában vagy Németországban csak ottani sört mérnek a vendéglősök, sőt vámmal is védik a hazai termékeket.

## Galéria

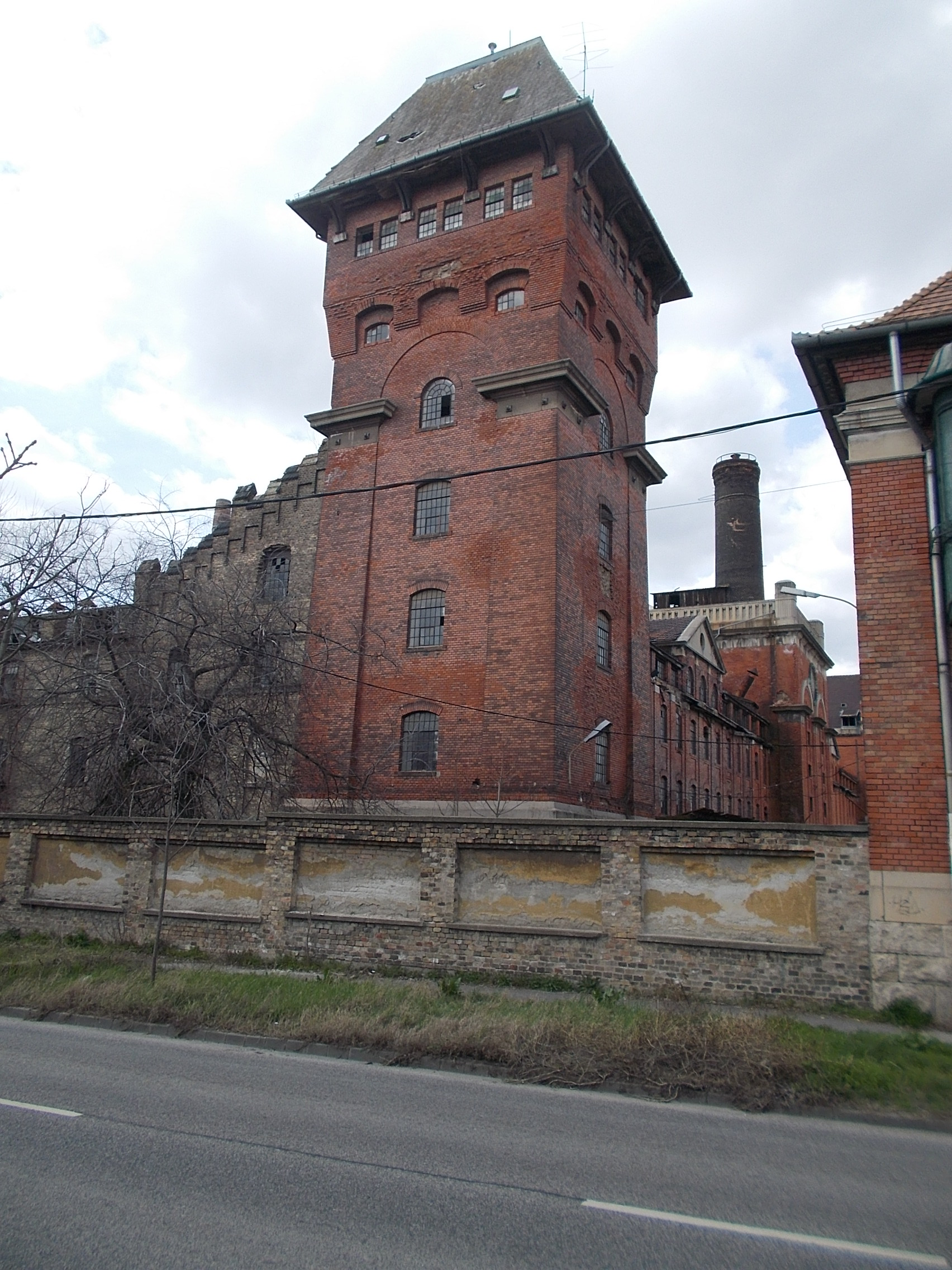
A Malakoff-stílusú víztorony a Kada utca felől
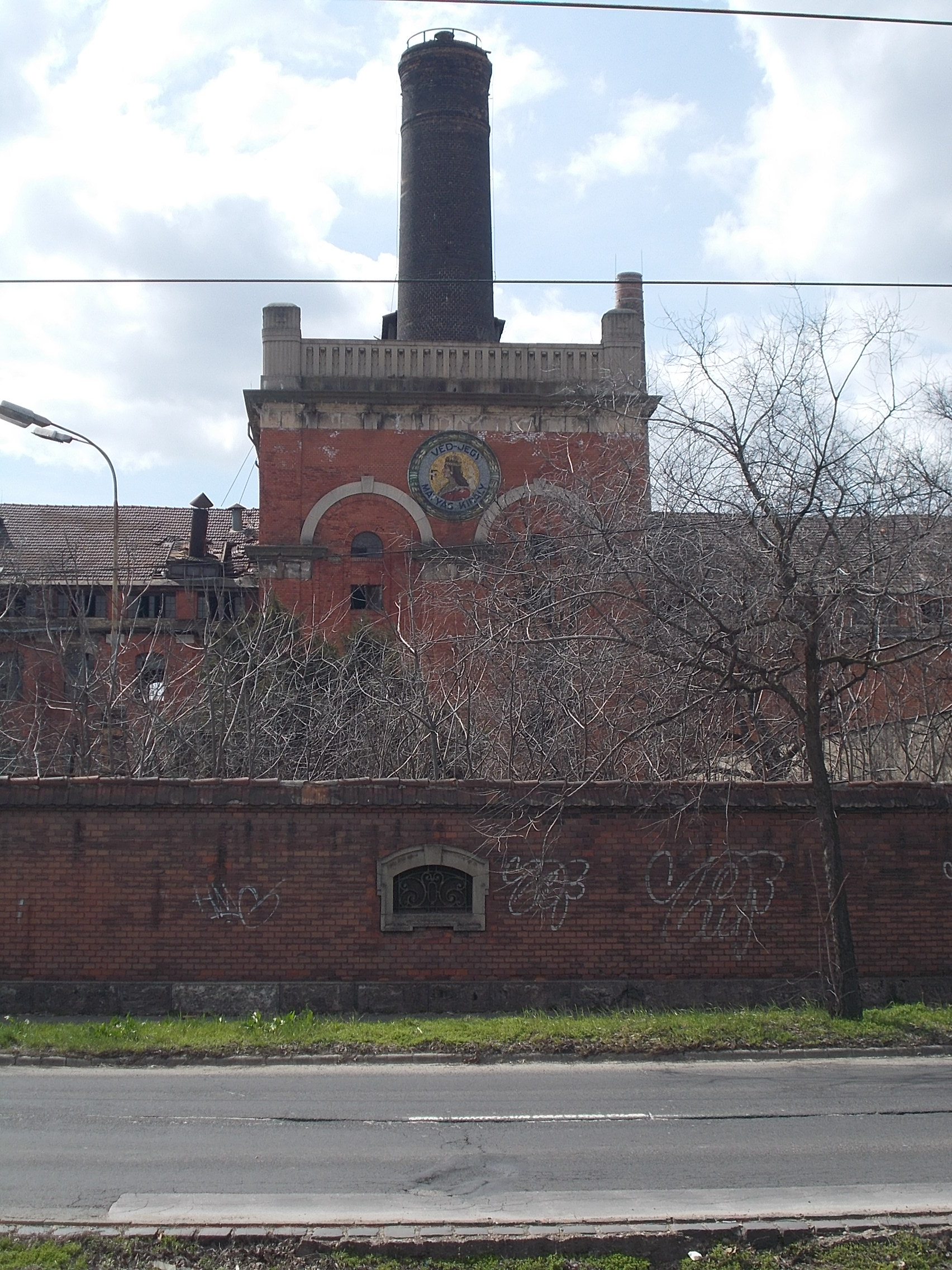
Főzőház (valószínűleg), a Zsolnay-féle egyik Mátyás király-védjeggyel
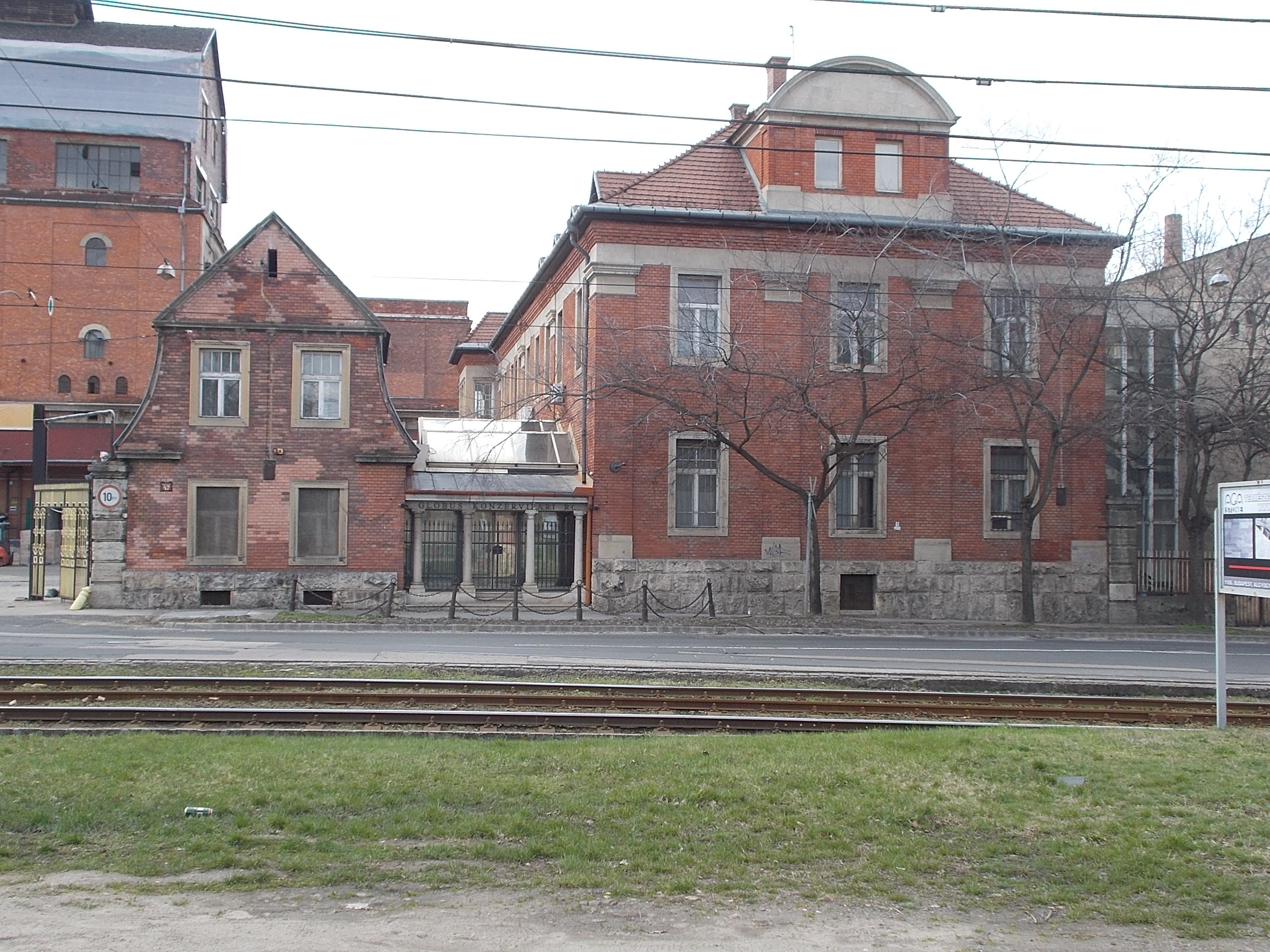
A gyárkapu és az irodaépületek
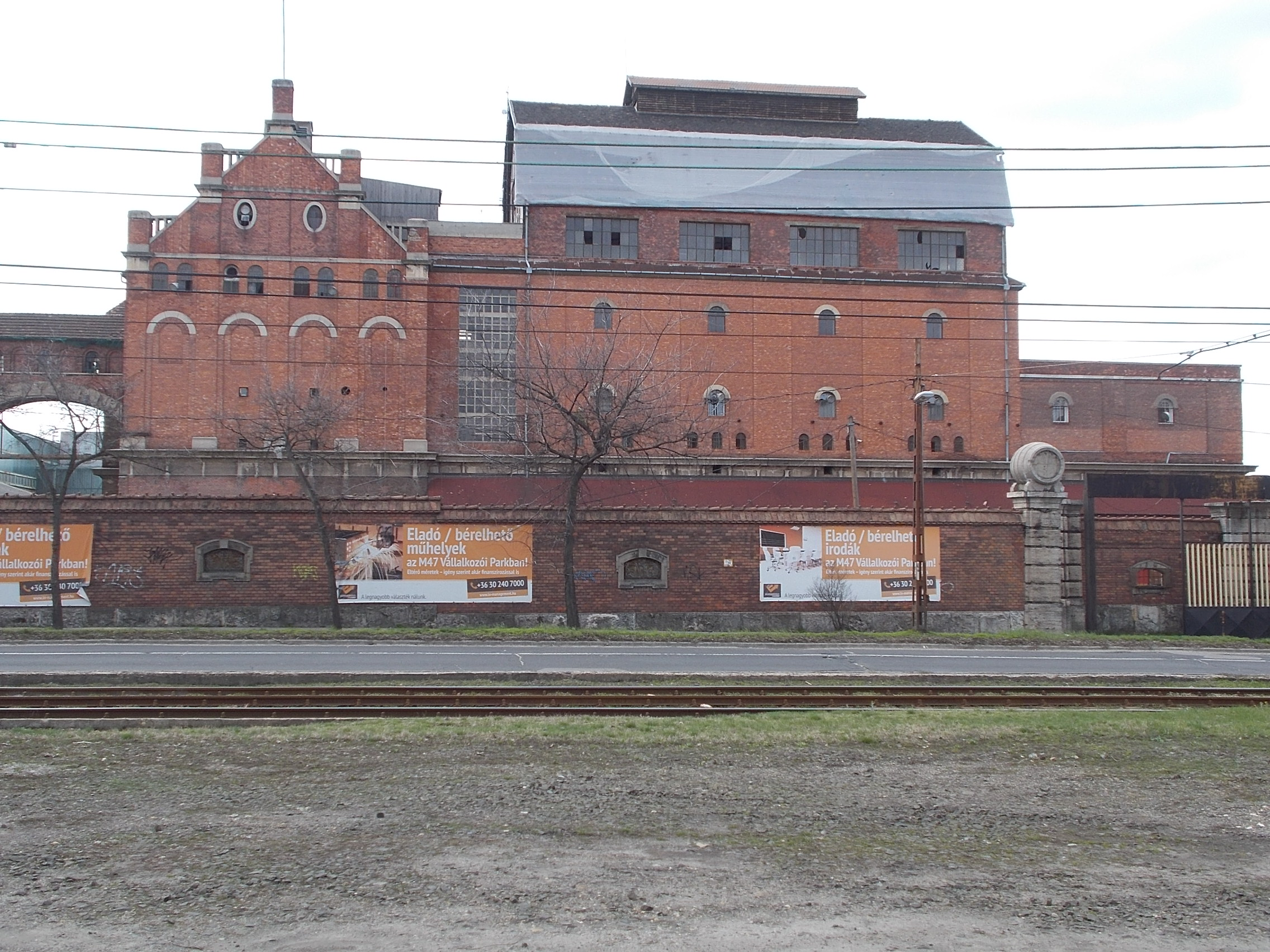
Árpafeldolgozó (valószínűleg)
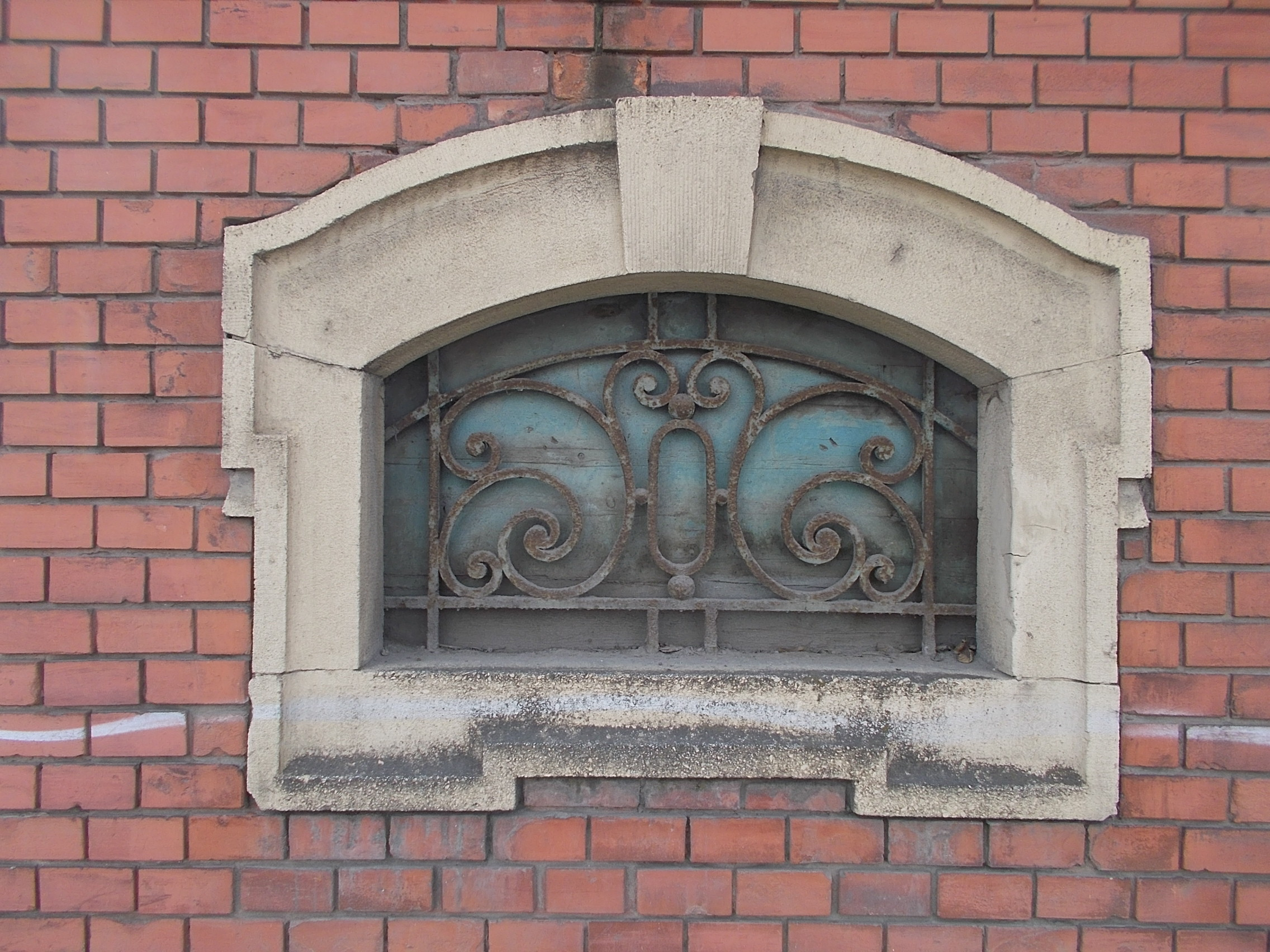
Kovácsoltvas ablakocska a Maglódi úti téglakerítésen
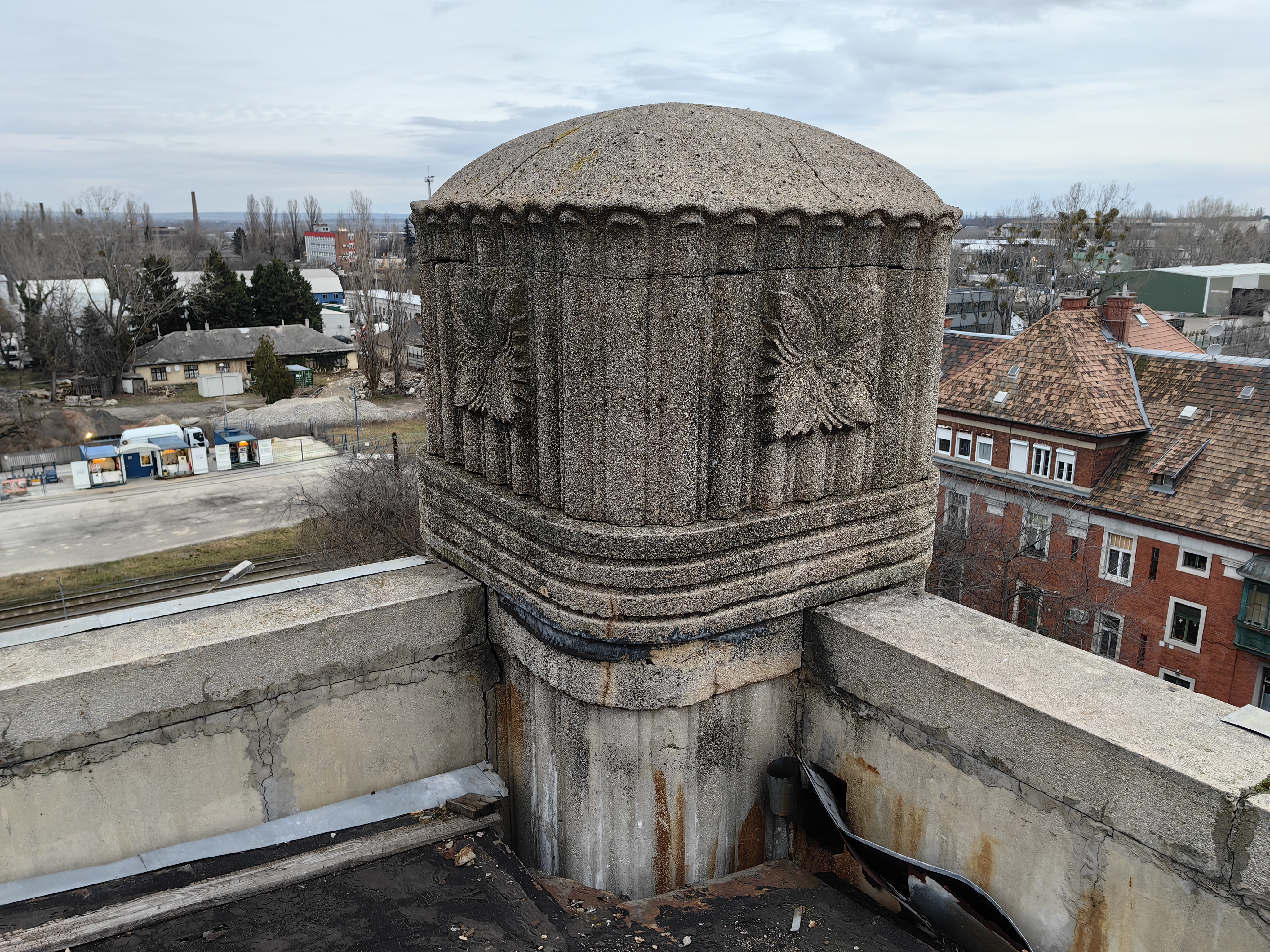
Díszes kőfaragás a tetőn
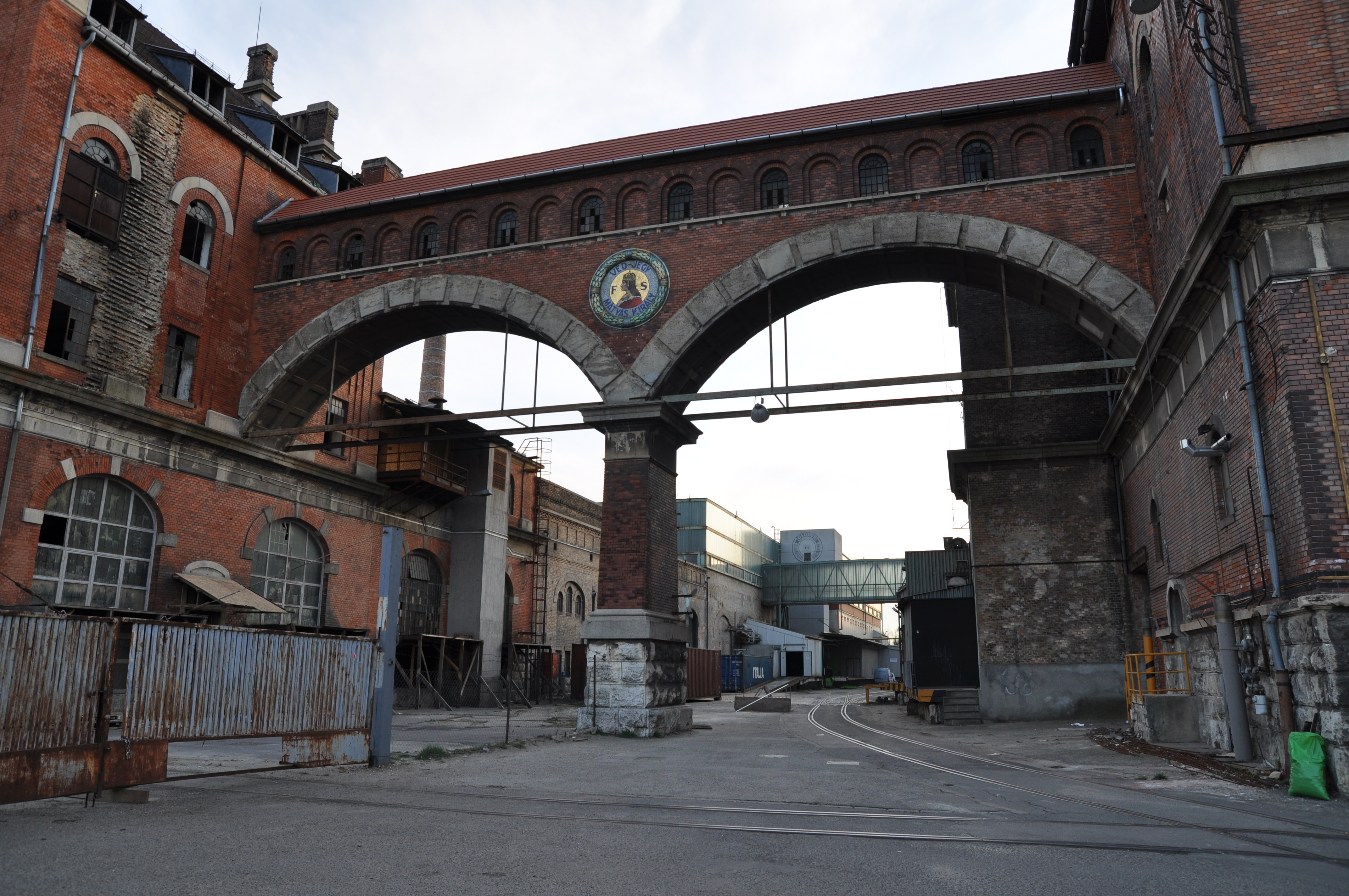
A Dipylon-kapu a Zsolnay-féle másik Mátyás király-védjeggyel
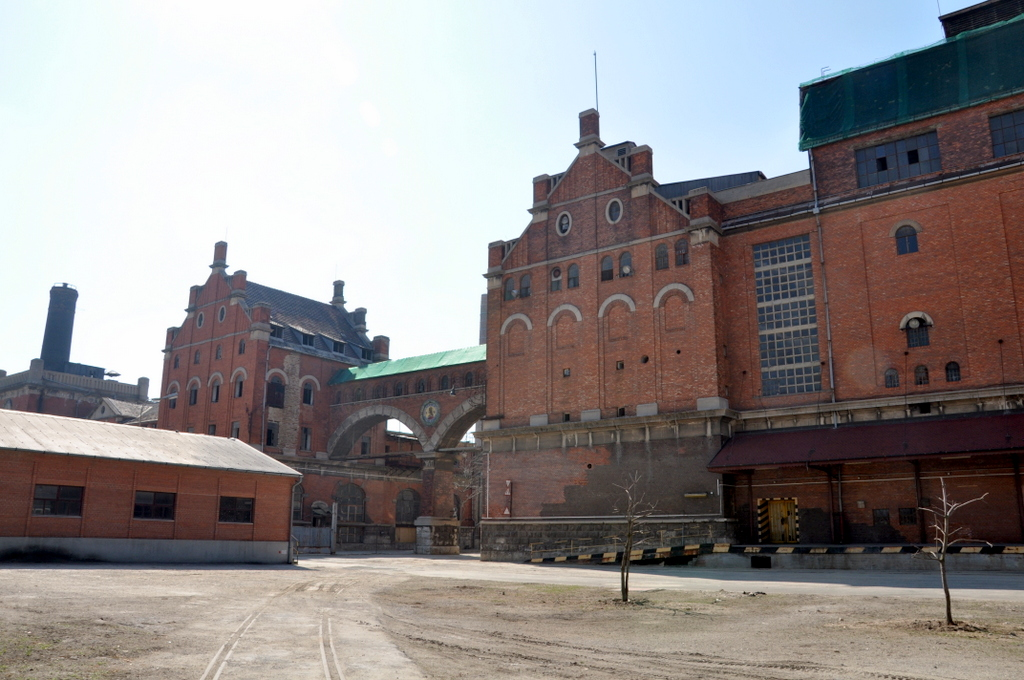
Panoráma a Maglódi úti épületsorról

## Épületei

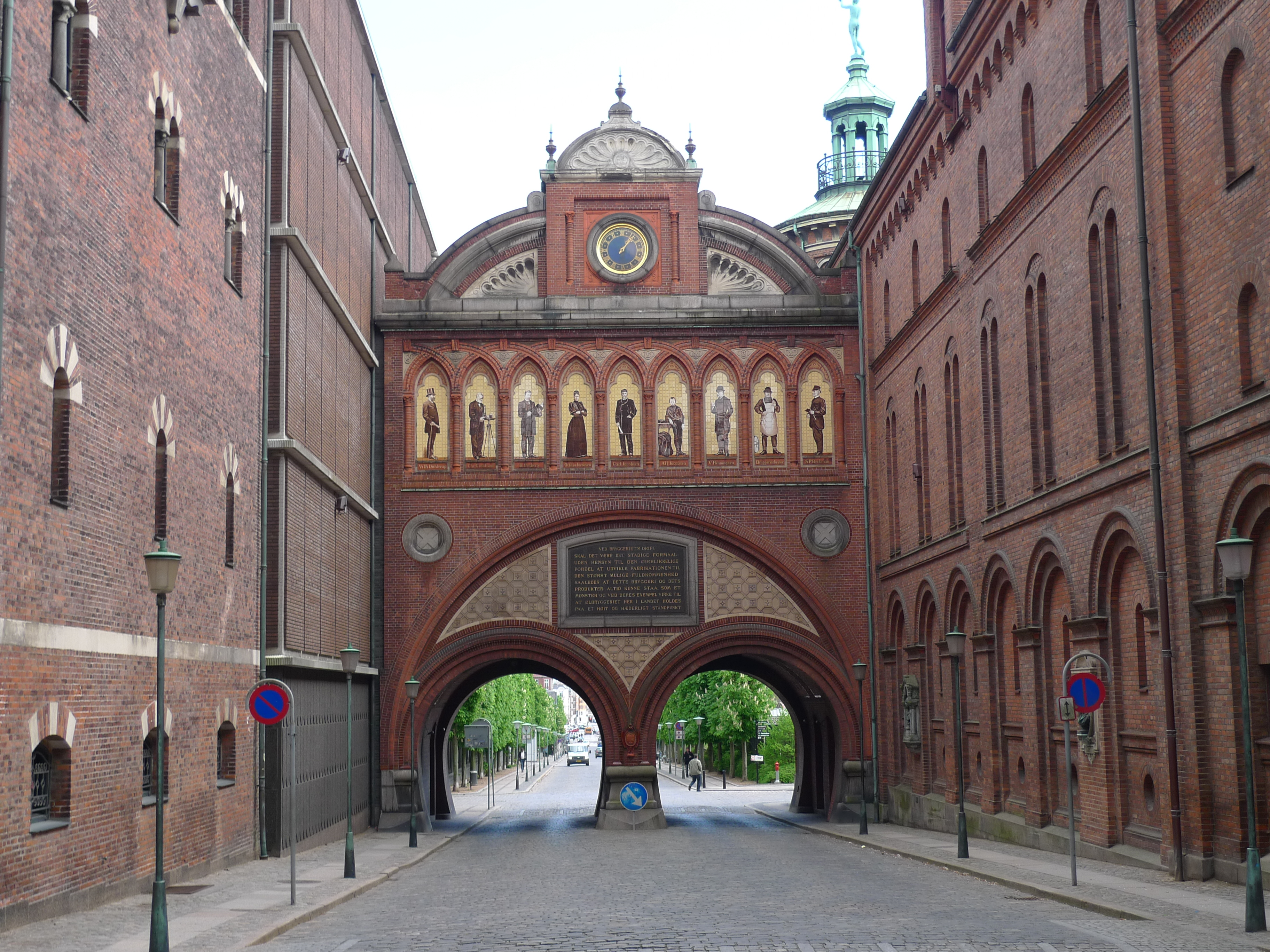
Dipylon-kapu Koppenhágában (Carlsberg)

A gyár épületegyüttese két fő részből áll. A Maglódi útra merőlegesen fekvő, földszintes épületsorban az árpa feldolgozása, csíráztatása történt. Az épületsor közepén volt az erőmű magas kéménnyel, mely ma is látható. Az épületsor közepét napjainkban lebontották, utat építettek itt. Az épületsor a Maglódi útról nem látható, mivel az úttal párhuzamosan fekvő, magas épületek eltakarják.
A gyár legjellemzőbb, legismertebb része a Maglódi úti vöröstéglás épületsor, A. Zimmermann freiburgi építész tervezte. Példaként a világelső Carlsberg dán sörgyár épületei szolgálhattak neki, amit a íves kapu bizonyít. Az épületek neoklasszicista, neoreneszánsz, neogótikus stílusúak. A téglagótika Budapest markáns építészeti emlékévé teszi, és Krakkó, Gdańsk vagy különböző német városok hangulatát kölcsönzi a helynek.
Az építésben részt vett Gaál Bertalan építész, Havel Lipót építész és Vogel Alajos szobrász.
Jellemző építmények az épületsorban:
- Malakoff-stílusú víztorony: a torony a 19. század gyárdivatját követi. Felidézi az 1853–56 között zajló krími háborút, amelynek végét az jelentette, hogy a francia csapatok Szevasztopol ostromakor elpusztították a Malakov-erődöt. Európában ekkor divat lett erődítményszerű gyárakat építeni, Párizs mellett elneveztek róla egy falut, de még torta is viselte a Malakoff nevet.
- Dipylon-kapu: Az ókori Athén vallási és kulturális funkcióval is rendelkező főkapuját, valamint Carlsbergékat idézi. Egyes feljegyzések szerint nemcsak az épületek közötti közlekedést szolgálta, hanem innen töltötték meg malátával a vagonokat.
- Porcelán-díszek: Az épületsort két kép díszíti, amelyek a gyár Mátyás király-védjegyét ábrázolják. A pécsi Zsolnay porcelángyár készítette őket.

Az épületekben a sör- és jéggyártás jellemző műveleteit végezték: csíráztatás, malátaszárítás, sörfőzés, erjesztés, hordó- és palackmosás, hordó- és palackfejtés stb. A hordók javítását a telek hátsó végében, a Sörgyár utcai résznél végezték alacsony épületekben.

## Híres munkatársai
- 1925-ben igazgató lett Kuffner Raoul is, aki 1934-től a stílusteremtő Tamara de Łempicka emigráns lengyel festőnő férje volt.
- Gyakornokként a gyárban dolgozott Vadnay László, akinek egy filmjét később Oscar-díjra jelölték, egyben Marlene Dietrich szerepelt, egy másikban Gregory Peck.[29]

## Kulturális tevékenység
A Serfőzőnek saját futballcsapata volt, amely első- és másodosztályú fővárosi egyesületek játékosaiból állt.
A gyárban gyakran fogadtak kirándulókat, iskolákat gyárlátogatáson. 1925-ben a Spanyol labdarúgó-válogatott csapattagjai is megtekintették őket.
Ugyanebben az évben a gyár reklámozásában közreműködött Zoro és Huru, a világhírű dán burleszkpár, és műsort adtak a Nóta vége c. darab szereplői, Kiss Ferenc, Honthy Hanna, Kabos Gyula, Simon Marcsa, Szirmai Vilmos, Vígh Manci, valamint a budai színház főrendezője, Lóránt Vilmos, és a zeneszerző Zerkovitz Béla.
1929-ben Mihalik Józsefet, az Eszperantó Világkongresszus elnökét és a kongresszus tagjait látták vendégül villásreggelire.

## Emlékezete
- A Régi idők focija c. film hatvanadik percében „felvirrad a nagy nap”. Közelít a pályához az ellenfél szurkolótábora. Zászlókat lengetnek és azt skandálják, „Fősör! Fősör!”.[36]
- Érdekesség, hogy a filmbeli Minarik Ede-féle focicsapat neve Csabagyöngye, és a gyár egyik sörének neve pedig Kőbánya gyöngye volt.
- Képek a gyárról. hungaricana.hu